# Lago Rukwa
Il lago Rukwa è un lago endoreico nella valle Rukwa situata nella parte sudoccidentale della Tanzania. Il lago è alcalino e si trova idealmente a metà del percorso tra il lago Tanganica e il lago Niassa, lungo la Rift Valley africana e probabilmente in contatto sotterraneo con questi due laghi. Il lago si trova a 800 m di altezza e è compreso per metà all'interno dell'area della Uwanda Game Reserve.

## Ecologia

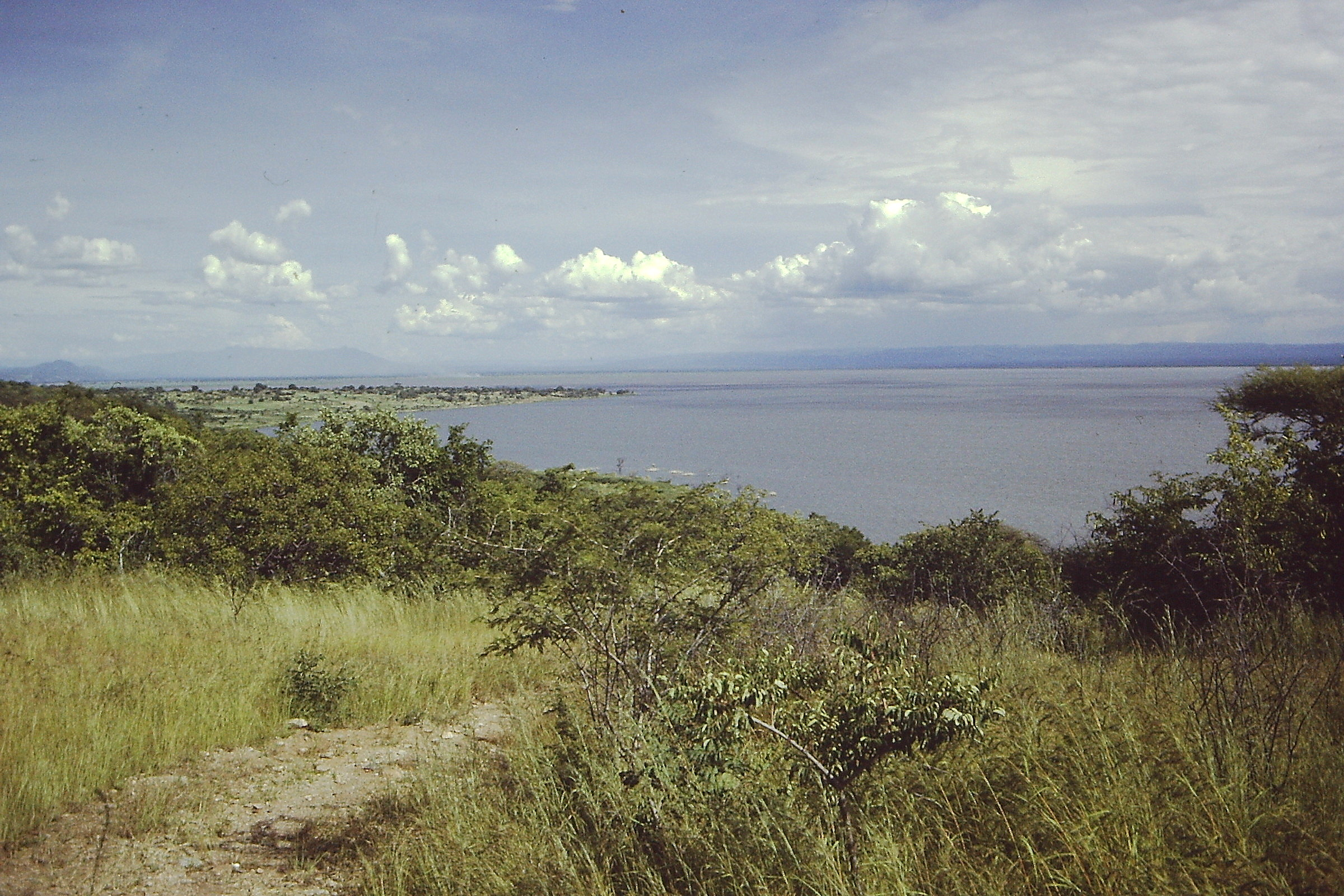
La parte centrale del lago, vista dalla costa settentrionale

Il lago ha subito grandi variazioni di dimensione nel corso degli anni, in seguito alla variazione del volume di acqua che entra nel bacino. Anche in tempi recenti, si è presentato a volte diviso in due bacini, separati più o meno a metà del lago da una barra di terra che emerge nei periodo in cui il livello delle acque scende ed è progressivamente scomparsa dalle mappe dopo il 1980. Ancora oggi esistono mappe che lo riproducono suddiviso in due bacini, con il bacino settentrionale nettamente maggiore di quello meridionale; infatti nei periodi di calo del livello delle acque, emerge una lingua più o meno estesa di sabbia che taglia diagonalmente il lago in direzione SO-NE in corrispondenza della penisola della Uwanda Game Reserve a nord di Ivuna.  Attualmente il lago è lungo circa 170 km per 40 km di larghezza media, con una superficie di 5.760 km2. Nel 1929 era lungo solo 48 km, ma già nel 1939 si presentava con una superficie lunga 128 km e 40 km di larghezza. A volte, il lago è certamente stato più alto del lago Tanganica e lo ha collegato al lago Niassa, secondo lo studio dei profili delle rive l'ultima data in cui il lago ha versato le acque nel Tanganica è stata nel 33.000 BP (circa 31.000 a.C.).
La parte settentrionale del lago, scarsamente abitata, si trova nell'eco-regione del miombo, con ampia presenza della mosca tse-tse che spiega la poca propensione all'installazione dei villaggi. D'altra parte, la grande presenza di Brachystegia, la specie predominante nel miombo, con grande potenziale nettarifero, permette lo sviluppo dell'apicoltura tradizionale. Oltre a questo, lungo la costa del lago, le popolazioni coltivano principalmente tabacco per la generazione di reddito e mais per il consumo diretto.
A settentrione della parte terminale meridionale del lago, esiste una ampia zona di estrazione dell'oro, che avviene con tecniche artigianali, che il governo cerca di limitare per i gravi danni che provocano in termini di erosione e di danneggiamento alle poche strade, e non è di fatto considerato molto promettente se si pensa che il villaggio principale, chiamato Makongolosi, non è altro che la storpiatura dell'originale inglese making a loss.
Attorno al lago, sono state identificate tre aree protette: Uwanda Game Reserve, che occupa gran parte della costa meridionale e la parte terminale del bacino a Sud-Est; all'angolo opposto sorge la Rukwa Game Reserve e, subito a seguire, lungo sulla costa settentrionale si trova la Lukwati Game Reserve. Ancora più avanti lungo la valle, verso il lago Tanganica, si trova il Parco nazionale di Katavi.
Un problema particolarmente acuto intorno al lago Rukwa è quello del conflitto tra uomini e coccodrilli, vista la grande estensione di aree protette intorno al lago e le ridotte possibilità di difesa della popolazione a rischio. Si stimano una dozzina di uccisioni all'anno, intorno al lago, oltre alle difficoltà che sorgono di continuo per i danni causati dal coccodrillo alla pesca (pesci predati quando sono intrappolati e conseguenti danni all'attrezzatura).

## Galleria d'immagini

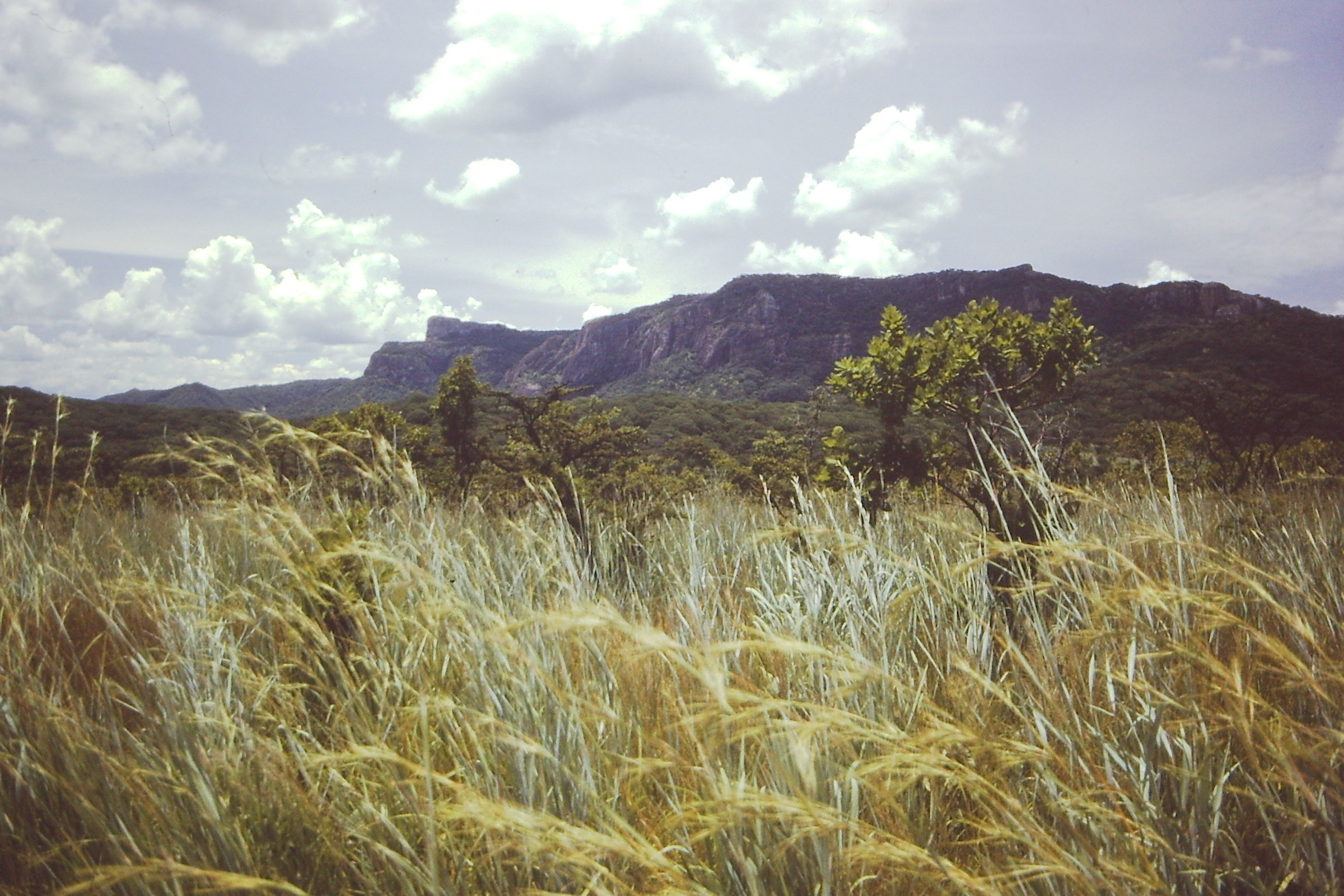
La scarpata della Rift valley, lungo la costa nord del lago
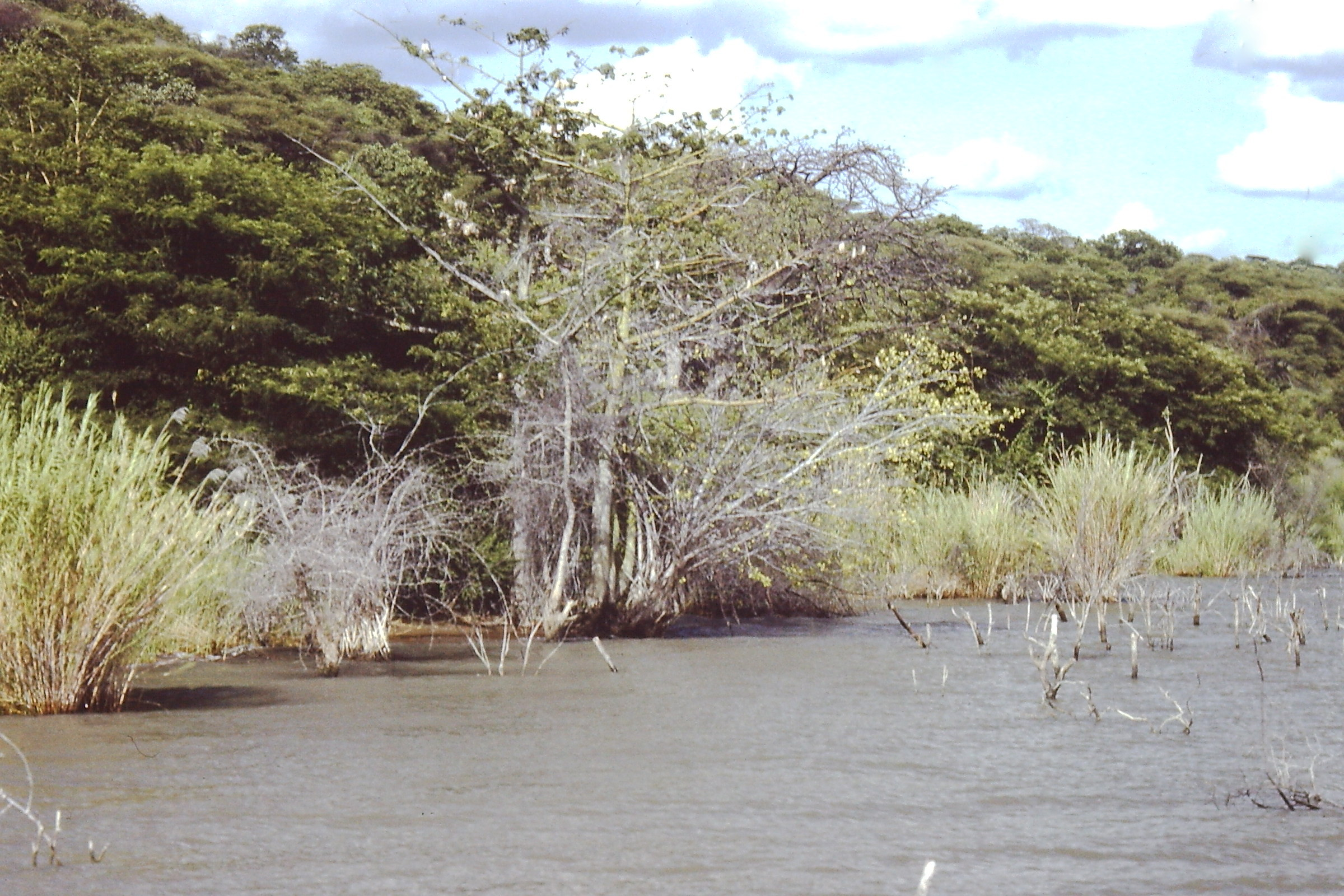
Antica zona forestata ora inondata in seguito all'innalzamento delle acque
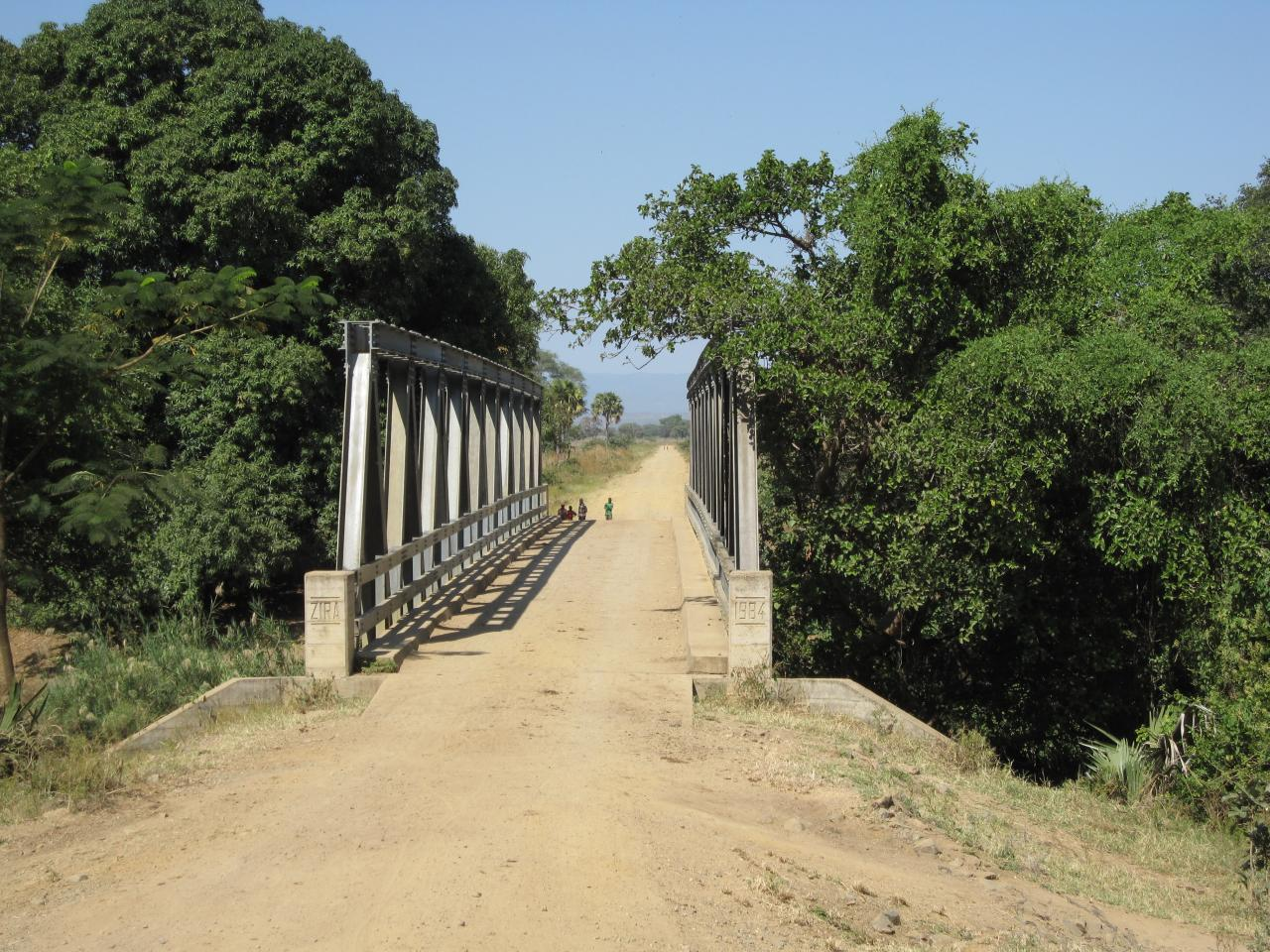
Un ponte sul fiume Zira, tra Kanga e Galula, a sud-est del lago Rukwa
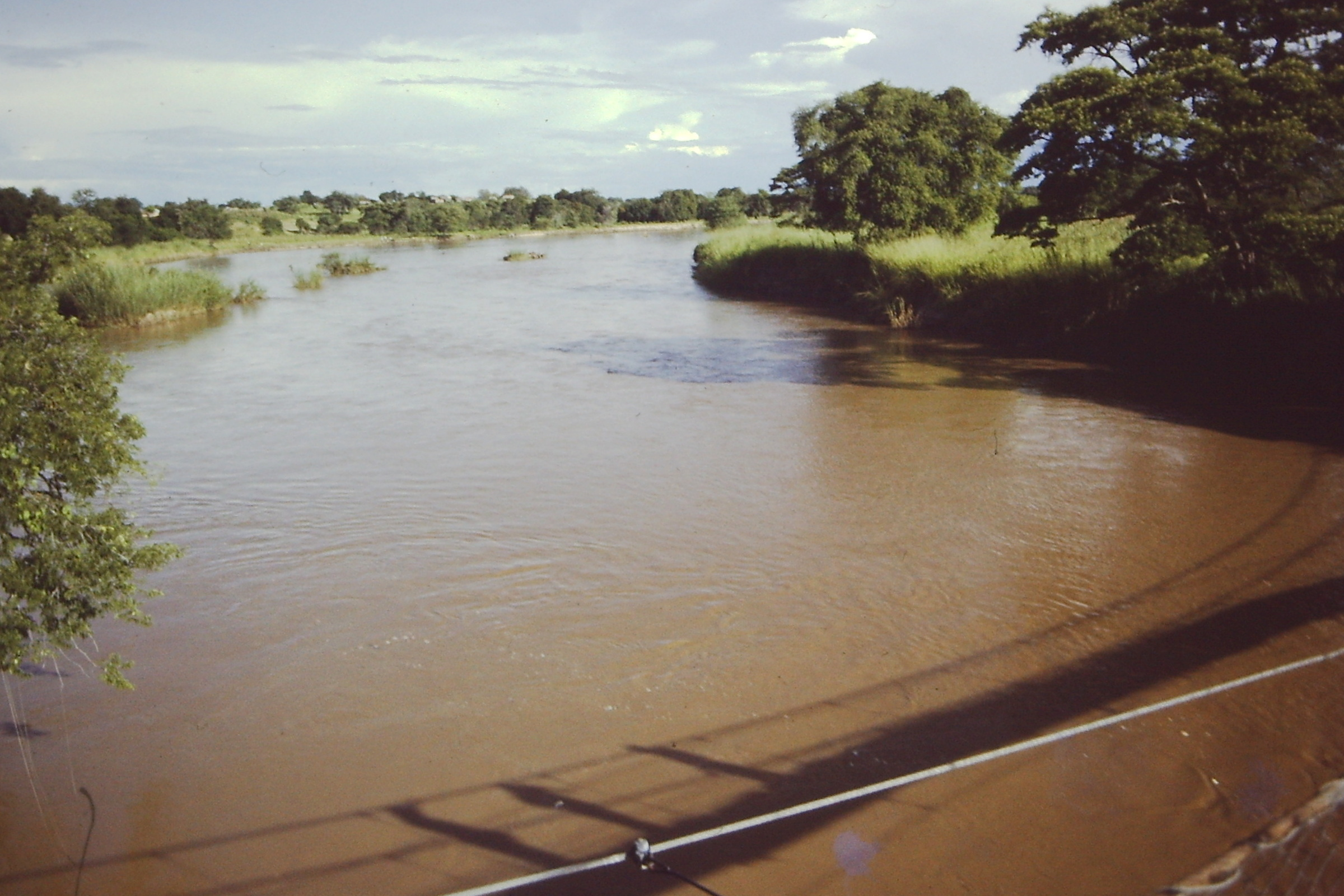
Il fiume Momba
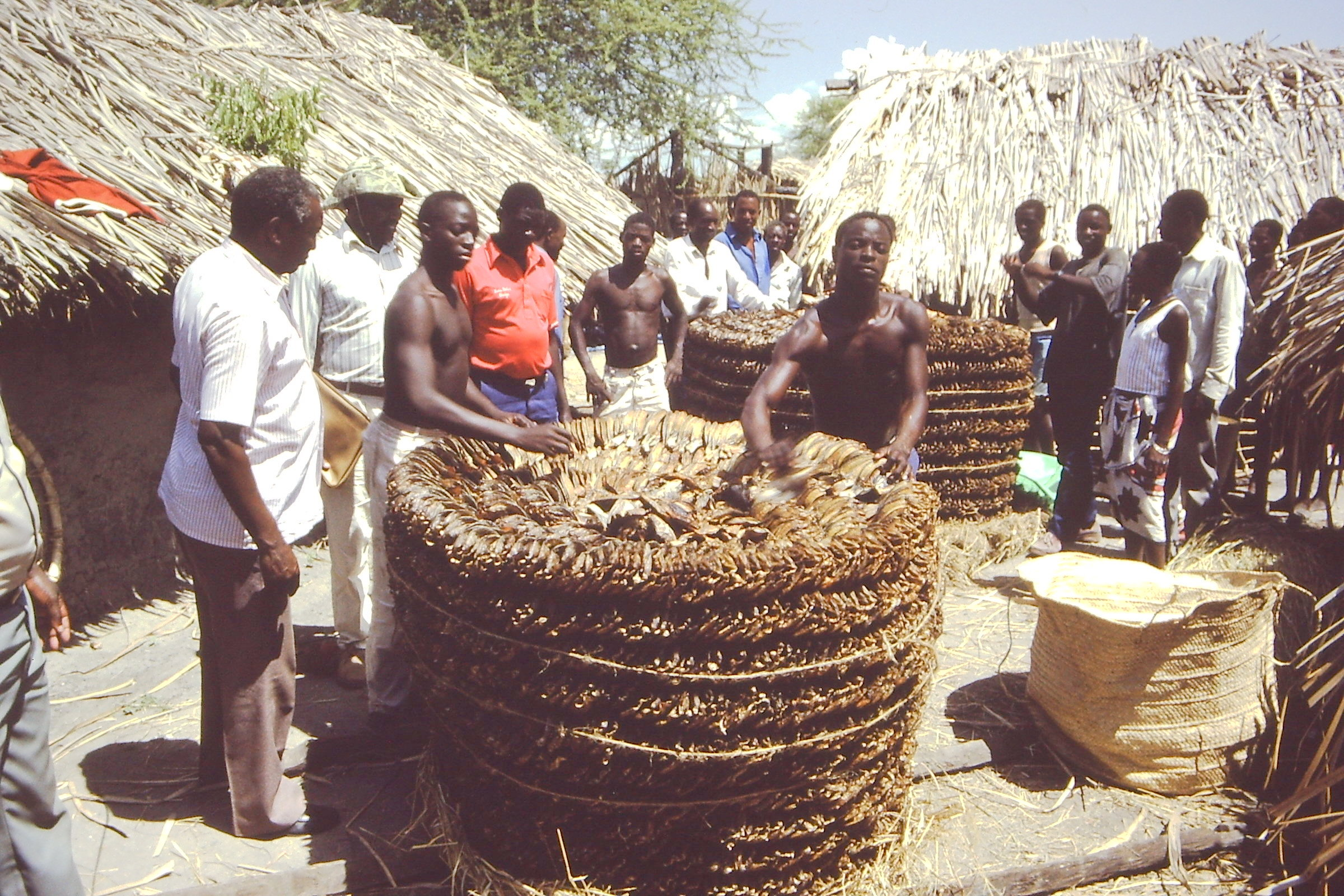
Pile di pesci secchi preparati per il trasporto
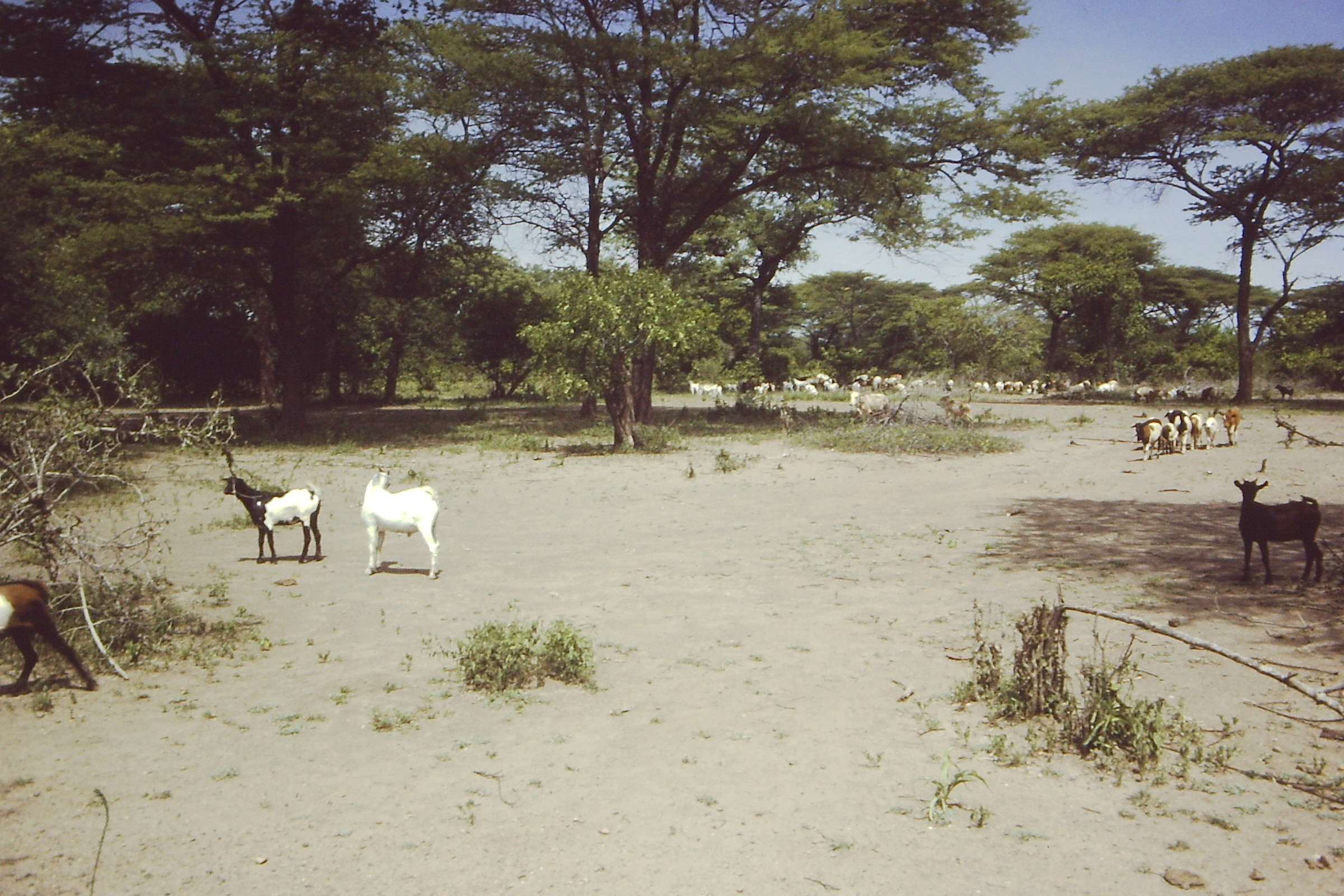
Risultati del sovrapascolo nei Rukwa plains
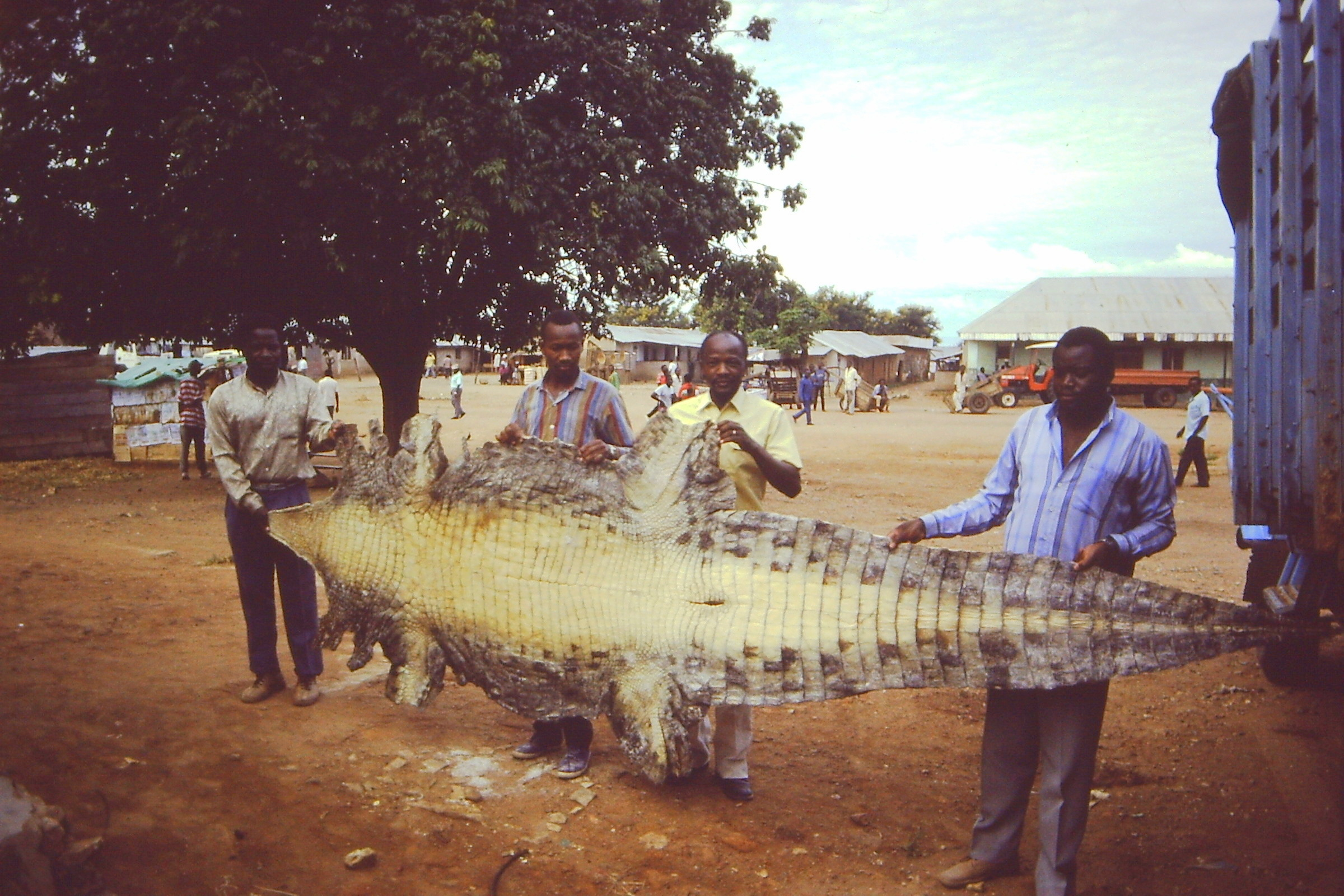
Pelle di coccodrillo da caccia autorizzata a Makongolosi
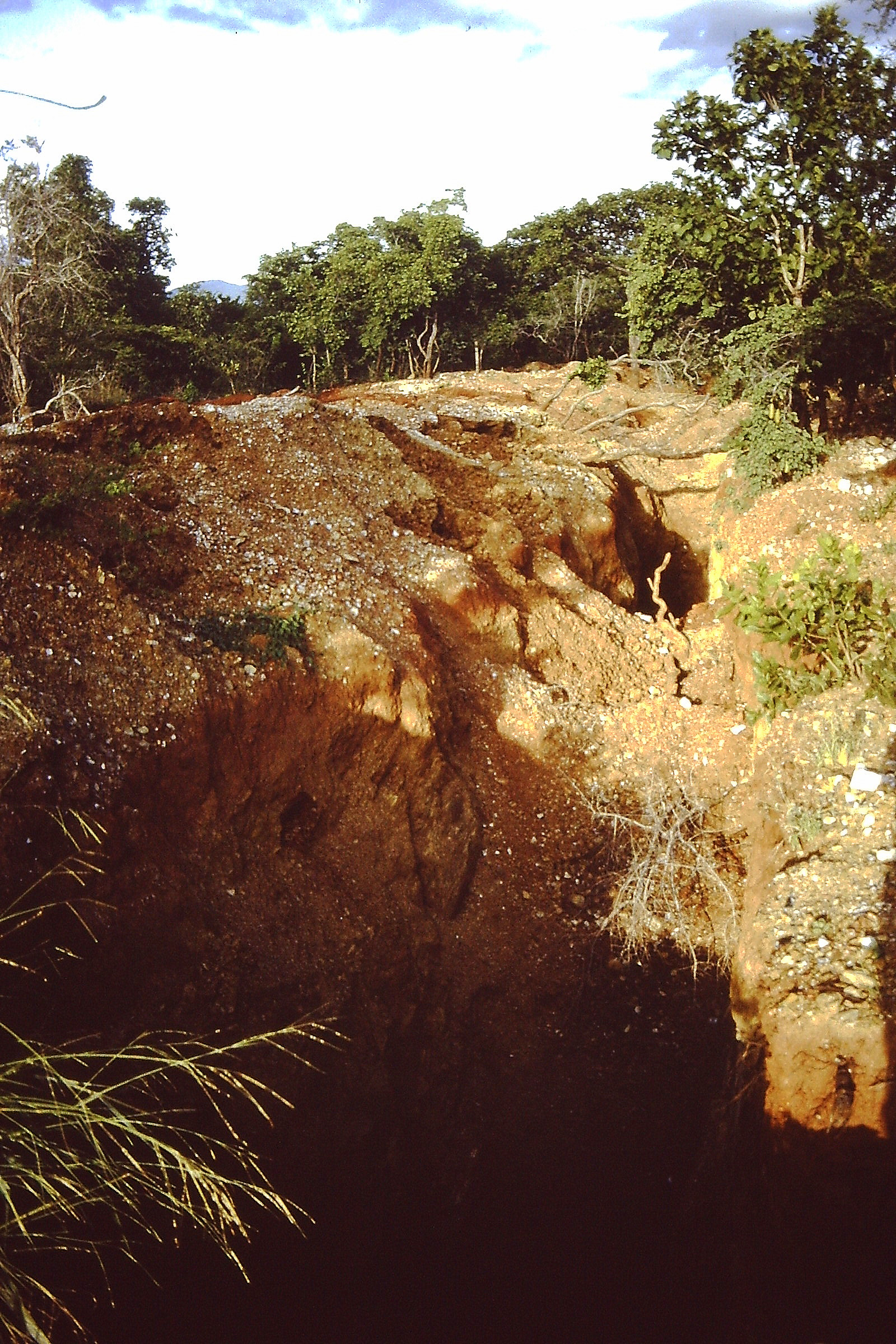
Scavi dei cercatori d'oro lungo la strada, intorno a Makongolosi